# Massa de Bonnor–Ebert
Em astrofísica, a massa de Bonnor–Ebert é a maior massa que uma esfera de gás isotérmica imersa em um meio pressurizado pode ter enquanto permanece em equilíbrio hidrostático.  Nuvens de gás com massas maiores que a massa de Bonnor-Ebert devem inevitavelmente sofrer colapso gravitacional para formar objetos muito menores e mais densos.  Como o colapso gravitacional de uma nuvem de gás interestelar é o primeiro estágio na formação de uma protoestrela, a massa de Bonnor-Ebert é uma grandeza importante no estudo da formação estelar.

Para uma nuvem de gás imersa em um meio com pressão de gás {\displaystyle p_{0}}, a massa de Bonnor–Ebert é dada por
{\displaystyle M_{BE}(p_{0})={225 \over {32{\sqrt {5\pi }}}}{c_{s}^{4} \over {(aG)}^{3/2}}{1 \over {\sqrt {p_{0}}}}}
onde G é a constante gravitacional e {\displaystyle c_{s}\equiv {\sqrt {kT/{\mu m_{H}}}}} é a velocidade do som isotérmica ({\displaystyle \gamma =1}) com {\displaystyle \mu } como a massa molecular.  {\displaystyle a} é uma grandeza adimensional que varia com base na distribuição de densidade da nuvem.  Para uma densidade de massa uniforme {\displaystyle a=1} e para uma densidade de pico central {\displaystyle a\approx 1.67}.